# .45 Colt
Ne doit pas être confondu avec Colt 45.

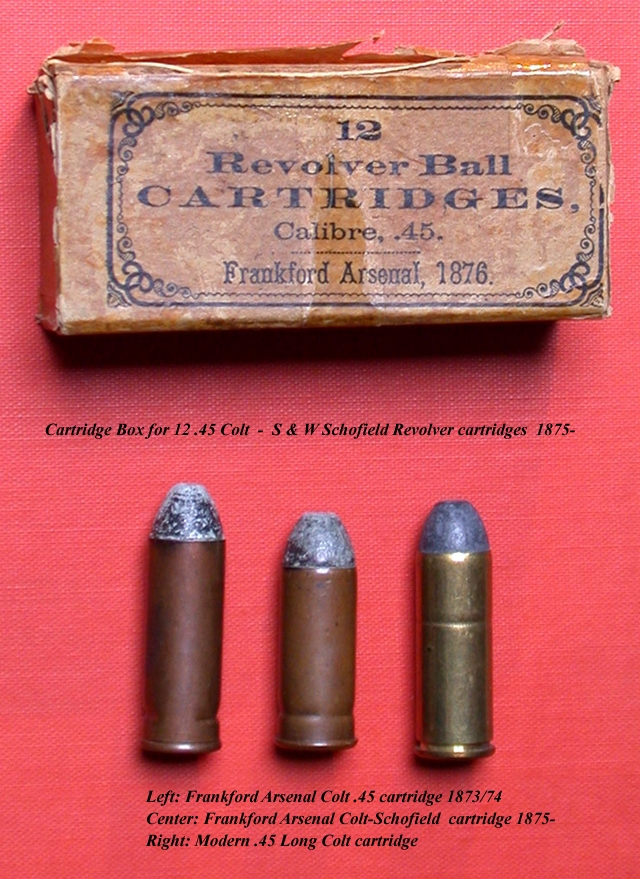
Cartouches .45 Colt

La cartouche .45 Colt (appelée également .45 Long Colt) (11,43X33mmR) a été présentée par la firme Colt en 1873 pour le célèbre Colt Single Action Army plus connu sous le nom de Peacemaker (Pacificateur).
L'armée des États-Unis a adopté cette cartouche de calibre (diamètre de la tête) 11,43 mm en 1874. Celle-ci est demeurée au sein des armées, en service, jusqu'en 1892, lorsqu'elle a été remplacée par la munition de .38 Long Colt. L'armée des États-Unis est brièvement revenue au .45 Long Colt en 1898, lors de la Guerre hispano-américaine et Américano-philippine. Elle a été définitivement remplacée, en 1911, lors de l’introduction des nouveaux pistolets semi-automatiques M1911 chambré en .45 ACP (Automatic Colt Pistol).  Néanmoins elle continue sa carrière, de nos jours, en qualité de cartouche récréative (tir à la cible), de sport (compétitions) et de défense.
Initialement, la charge propulsive de cette munition est constituée de 28 à 40 grains de poudre noire (1,8  à   2,6 grammes environ). Cette quantité de poudre pouvait propulser une balle de 230 à 255 grains (14,9  à   16,5 grammes), en plomb, jusqu'à 320 m/s. De nos jours, cette munition est toujours manufacturée, mais, cette fois, chargée de poudres sans fumée. Propulsant, dès lors, des balles de 200 à 255 grains (12,96  à   16,5 g) à des vitesses initiales inférieures et comparables à la puissance de la munition de .45 ACP (environ 260 m/s, voire moins).
Cette cartouche fut considérée comme la cartouche d'arme de poing la plus puissante de son époque jusqu'à l'arrivée de la .357 Magnum (9X33mmR) en 1934. Notons, qu'elle est toujours manufacturée et est "tirable" dans des copies du Peacemaker, des revolvers Ruger et autres carabines.